# Deporte en Santa Fe
El deporte en Santa Fe se caracteriza por una relevancia extraordinaria del fútbol masculino. El primer ídolo popular deportivo fue Agenor Albornoz, profesor de educación física, que logró desarrollar el fútbol y el rugby en la ciudad. La difusión masiva del deporte se produjo afines del siglo XIX y siglo XX : con la llegada de los deportes dichos anteriormente.Gracias a este desarrollo, la fundación de clubes en la ciudad fue algo común, este proceso de nacimiento de instituciones deportivas se vio entre los años 1900 y 1940

## Automovilismo
El Gran Premio de Santa Fe es una carrera de automovilismo de velocidad que se corre en un circuito de carreras callejero en la ciudad de Santa Fe, Argentina desde el año 2006. En las cuatro ediciones disputadas hasta la fecha, las categorías que participaron incluyen al Turismo Competición 2000, la Fórmula Renault Argentina y la Copa Mégane; en 2009 también participó la Copa Línea y en 2006 y 2010 lo hizo la Fórmula 3 Sudamericana.

## Basquetball
Por los años 1927 el basquetball en Santa Fe empezaba a florecer, gracias a las incursiones del Club Regatas con este deporte. Dos años después un 26 de noviembre de 1929, se fundó oficialmente la Asociación Santafesina de Basquetball.
Recién en 1932 se realizó el primer Campeonato Oficial de la Asociación Santafesina, y finalizó con la obtención del título a manos de Regatas.
Clubes destacados de Santa Fe:
- República del Oeste.
- Rivadavia juniors.
- Kimberley.
- Colón.
- Regatas.
- Macabi.
- Santa Rosa.
- Banco Provincial.
- Unión.

## Boxeo
El boxeo santafecino cuenta con una rica tradición, brindando a muchas de las máximas figuras de la disciplina en el ámbito internacional.
- Carlos Manuel Baldomir

- Carlos Monzón

- Juan Martín Coggi

- Miguel Ángel Cuello

- Julio César Vásquez

- Nestor Hipólito Giovannini

- Marcos René Maidana

## Fútbol
Tal como se da en muchas ciudades argentinas, el fútbol es por lejos el deporte más importante en cuanto a la cantidad de adeptos y el movimiento económico generado a su alrededor. Los clubes de fútbol más importantes son Club Atlético Colón (actualmente en segunda división fundado el 5 de mayo de 1912) y el Club Atlético Unión fundado el 15 de abril de 1907 participando en la misma categoría que su rival), además hay más de 20 clubes de la ciudad participando en la ente rectora del fútbol de Santa Fe, la Liga Santafesina de Fútbol.

### Hinchas famosos de Colón
-Carlos Monzón. (El mejor boxeador argentino de la historia y uno de los mejores a nivel mundial) - De San Javier.
-Marcos Maidana. (Boxeador campeón del mundo)- De Margarita.
-Andrés Nocioni. (Jugador de la NBA y de la Selección Argentina de Básquet reconocido a nivel mundial) - De Santa Fe.
-Los Palmeras. (Grupo musical referente de la cumbia en Argentina) -De Santa Fe.
-Sergio Torres. (Cantante referente de la música tropical santafesina) -De Santa Fe.
-Iván Raúl Buhajeruk. (Conocido como Spreen es un realizador de directos y youtuber referente en habla hispana. También es jugador del Deportivo Riestra) -De Santo Tome
-Dady Brieva. (Actor y humorista referente del humor en la Argentina) -De Santa Fe.

### Hinchas famosos de Unión
-Carlos Delfino. (Jugador de la NBA y de la Selección Argentina de Básquet reconocido a nivel mundial) - De Santa Fe (ciudad de Argentina).
-Julio César Vásquez. (Boxeador campeón del mundo)- De Santa Fe (ciudad de Argentina). 
-Los del Fuego. (Grupo musical referente de la cumbia en Argentina) -De Santa Fe (ciudad de Argentina).
-Miguel del Sel. (Actor y humorista referente del humor en la Argentina) -De Santa Fe (ciudad de Argentina).
-Diego Degano.  (Exnadador, campeón de aguas abiertas, reconocido internacionalmente) -De Santa Fe (ciudad de Argentina).

## Rugby
Al igual que el fútbol, el rugby hizo su primera aparición a fines del siglo XIX. Muchos de los clubes más importantes del interior argentino pertenecen a la ciudad, ejemplo: Santa Fe Rugby Club, CRAI , etc. La ente rectora del rugby santafesino es la Unión Santafesina de Rugby

## Tenis Criollo
El tenis criollo es un deporte que se practica en un terreno llano, rectangular, dividido por una red intermedia, jugado con paletas muy parecidas a la de Pelota vasca que se disputa entre dos jugadores (individuales) o entre dos parejas (dobles) y el cual consiste en golpear la pelota con la paleta para que vaya de un lado al otro del campo pasando por encima de la red. Este deporte nació en esta misma ciudad, Santa Fe.